# برومنس سلبریتی‌ها
برومنس سلبریتی‌ها (انگلیسی: Celebrity Bromance; کره‌ای: 꽃미남 브로맨스) یک ورایتی شوی محصول کره جنوبی است که از ام‌بیگ تی‌وی پخش شد.
برومنس سلبریتی‌ها، دوستی‌های سلبریتی‌ها را به تصویر می‌کشد و از دور به سبک «پاپاراتزی» فیلم‌برداری می‌شود تا به اعضای بازیگر اجازه دهد کمتر تحت تأثیر دوربین‌ها قرار بگیرند. قسمت‌های این برنامه در ناور تی‌وی کست و یوتیوب قابل دسترسی است.
پخش این برنامه از ۴ فریه ۲۰۱۶ و با حضور خواننده وی از بی‌تی‌اس و بازیگر کیم مین جه آغاز شد.